# 危険な情事
『危険な情事』（きけんなじょうじ、Fatal Attraction）は、1987年のアメリカ合衆国のスリラー映画。監督はエイドリアン・ライン、主演はマイケル・ダグラスとグレン・クローズ。クローズの鬼気迫る演技が話題となり、第60回アカデミー賞において6部門にノミネートされた。
『危険な情事（ニュー・バージョン）』として再公開されたバージョンはオリジナルとはラストシーンが異なっている。

## ストーリー
ニューヨークで弁護士を勤めるダンは、妻のベスと娘のエレンと平和な日々を過ごしていた。ある金曜日、ダンは、妻同席で出席したROBBINS & HART出版社のパーティで、新入りの編集者アレックスと知り合う。その翌日、妻子が所用で実家に帰っている間にダンは訴訟の相談に乗るため出版社に出向き、アレックスと再会するが、二人はそのまま週末を共に過ごし性的関係を持つ。ダンにとっては一夜の遊びであったが、アレックスはそれを運命の出会いと思い込み、ダンにつきまとい始める。

## キャスト
※括弧内は日本語吹替（二名記載の場合はフジテレビ版／追加録音の順）
- ダン・ギャラガー - マイケル・ダグラス（小川真司 / 関智一）
- アレックス・フォレスト - グレン・クローズ（沢田亜矢子）
- ベス・ギャラガー - アン・アーチャー（佐々木優子）： ダンの妻
- エレン・ギャラガー - エレン・ハミルトン・ラッツェン（坂本真綾）： ダンとベスの娘
- ジミー - スチュアート・パンキン（玄田哲章）： ダンの同僚
- ヒルディ - エレン・フォーリー（弘中くみ子）： ジミーの恋人
- アーサー - フレッド・グウィン（加藤精三 / 山本兼平）： ダンの上司
- ジョーン・ロジャーソン - メグ・マンディ（瀬能礼子）： ベスの母
- ハワード・ロジャーソン - トム・ブレナン（藤本譲 / 木村雅史）： ベスの父
- マーサ - ロイス・スミス： ダンの秘書
- ボブ・ドリマー - マイク・ナスバウム（石森達幸）： ダンの依頼人
- オローク - J・J・ジョンストン
- ベビーシッター - ジェーン・クラコウスキー

日本語吹替：1990年10月6日『ゴールデン洋画劇場』21:00-23:24
再放送時にカットされた部分を追加録音した「吹替補完版」が、2021年6月10日にWOWOWで放送された。

## テレビドラマ
2021年2月24日、Paramount+が同作をシリーズとしてリブートする計画であることが発表されたほか、11月11日にはリジー・キャプランがアレックス・フォレストを、ジョシュア・ジャクソンが2022年1月にダン・ギャラガーを演じることが発表された。2023年4月30日から5月28日までParamount+で放映されたが、シリーズは1シーズンで打ち切られた。日本では、2024年3月15日にU-NEXTで独占配信されている。

### キャスト
※括弧内は日本語吹替。
- ダン・ギャラガー：ジョシュア・ジャクソン（三上哲）
- アレックス・フォレスト：リジー・キャプラン（兼田紗己子）
- ベス・ギャラガー：アマンダ・ピート（村中知）
- マイク・ジェラード：トビー・ハス（小形満）
- アーサー・トムリンソン：ブライアン・グッドマン（中村浩太郎）
- エレン・ギャラガー：アリッサ・ジレルズ
  - 幼少期のエレン：ヴィヴィアン・ライラ・ブレア（鈴木聖月）
- アール・ブッカー警部：リノ・ウィルソン
- ウォーレン（ベスの父）：ジョン・ゲッツ
- ソフィー（ベスの母）：ジェシカ・ハーパー

日本語吹替版その他：米田えん、槙野但、美斉津恵友、見上裕昭、比護あかね、渡なべゆき子、漢那仁史、反町有里、五十嵐文奏、いとうさとる、千田ミヤコ、丸中康司、沼尾幸作
日本語吹替版スタッフ 演出：山本洋平、翻訳：松井美香、製作：ACクリエイト
字幕版スタッフ 翻訳：角田雅子